# 춘빙

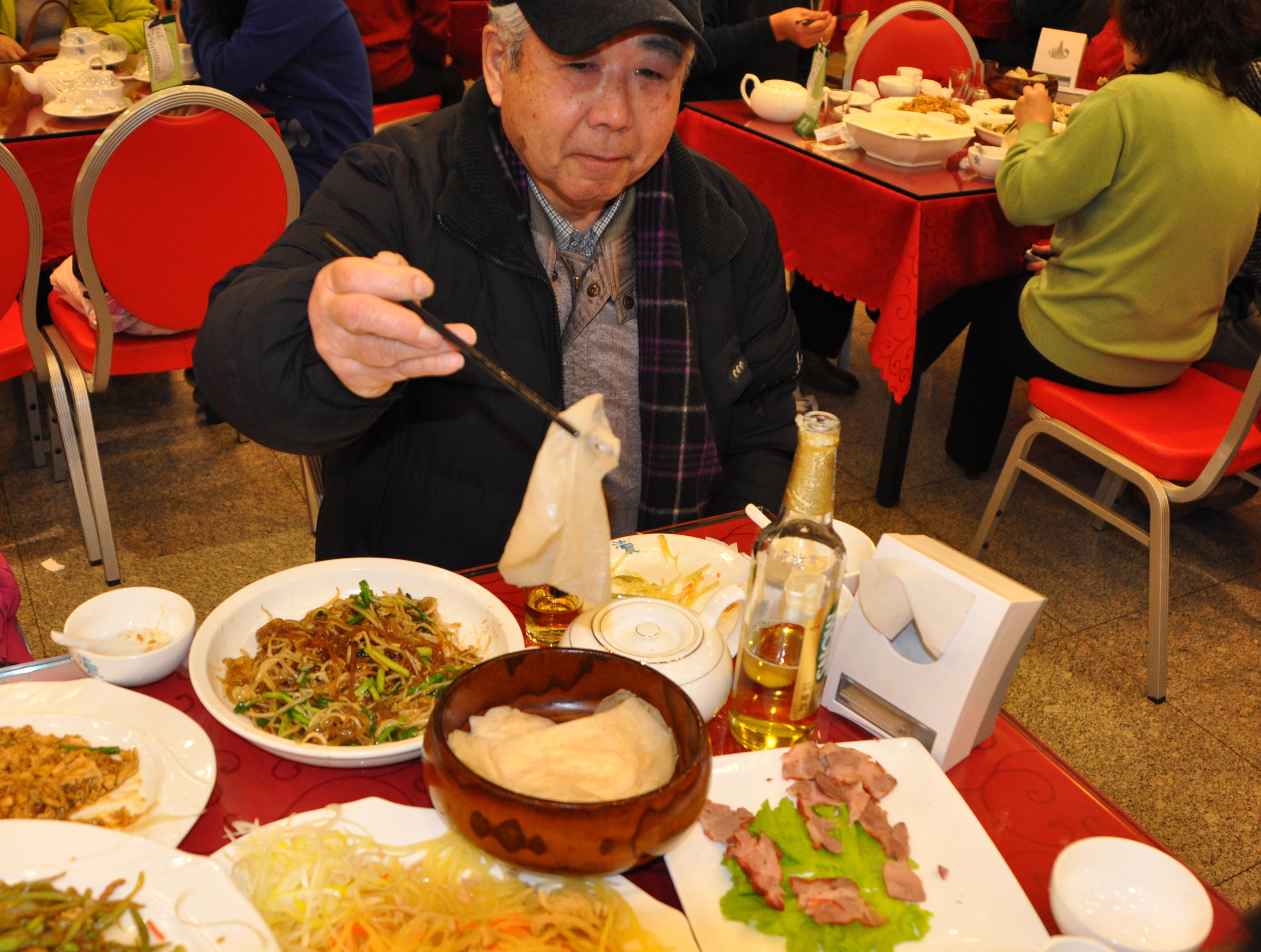
춘빙

춘빙(중국어: 春餅, 병음: chūnbǐng)은 주로 중국 북방의 전통 음식이다. 바오빙(중국어: 薄餅, 병음: báobĭng)의 일종으로 본래는 입춘 요리이지만, 평소에도 먹는다. 밀가루를 물에 풀어 원형으로 얇게 해서 기름을 사용하여 굽는다. 고기류, 채소, 계란을 볶은 것 등을 싸서 먹는다.

## 같이 보기
- 전병